# Trachyzelotes chybyndensis
Trachyzelotes chybyndensis är en spindelart som beskrevs av Tatiana Konstantinovna Tuneva och Sergei L. Esyunin 2002. Trachyzelotes chybyndensis ingår i släktet Trachyzelotes och familjen plattbuksspindlar. Inga underarter finns listade i Catalogue of Life.